# 2385 Мустель
2385 Мустель (2385 Mustel) — астероїд головного поясу, відкритий 11 листопада 1969 року.
Тіссеранів параметр щодо Юпітера — 3,613.
Названо на честь радянського астронома Евальда Рудольфовича Мусте́ля.